# لورنزو جبرتي
لورنزو جبرتي (بالإيطالية: Lorenzo Ghiberti)‏ (تولد 1378 - 1 ديسمبر 1455) ولد لورنزو دي بارتولو (بالإيطالية: Lorenzo di Bartolo)‏ وهو فنان إيطالي من بدايات عصر النهضة اشتهر بأعماله في النحت وتصنيع المعادن. عُرف لورنزو بأنه من أنشأ الأبواب البرونزية في معمودية فلورنسا، التي أطلق عليها ميكيلانجيلو اسم بوابات الجنة. تدرب بصفته صائغًا ونحاتًا وأسس ورشة مهمة لنحت المعادن. يحوي كتابه كومينتاري على كتابات مهمة عن الفن، وكذلك على ما قد يكون أقدم سيرة ذاتية كتبها أي فنان.

## نشأته
وُلد جبرتي في عام 1378 في بيلاجو، على بعد 20 كم من فلورنسا. يُقال إن لورينزو هو ابن سيوني دي سير بوناكورسو جبرتي وفيوري جبرتي، ولكن أُثيرت بعض الشكوك حول ما إذا كان سيوني هو الأب الفعلي لجبرتي. ذهبت فيوري إلى فلورنسا في مرحلة من زواجها وعاشت مع صائغ يُعرف باسم بارتولو دي ميشيل. حافظ كل من فيوري وبارتولو على زواج عرفي، لذا فمن غير المعروف من هو والد جبرتي البيولوجي. ليس هناك أي توثيق لموت سيوني، لكن فيوري تزوجت من بارتولو بعد وفاته في عام 1406. في جميع الأحوال، كان بارتولو هو الأب الوحيد الذي عرفه لورنزو وأنشأ معه علاقة وثيقة ومحبة. كان بارتولو صائغًا ذكيًا مشهورًا في فلورنسا، درب لورينزو في تجارته، وهكذا تعلم لورينزو المبادئ الأولى للتصميم. اهتم لورنزو بالعديد من الأشكال الفنية ولم يقتصر عمله على صياغة الذهب. سعد لورنزو بنمذجة نسخ من الميداليات العتيقة وأيضًا بممارسته للرسم. تلقى تدريبًا رسميًا كرسام على يد جيراردو ستارينا، وهو فنان إيطالي من فلورنسا. ذهب بعد ذلك للعمل في ورشة فلورنسا لبارتولو دي ميشيل، حيث عمل أنطونيو ديل بولايولو أيضًا. انتقل جبرتي إلى ريميني عندما ضرب الطاعون الدملي فلورنسا في عام 1400، وكان محظوظًا بما فيه الكفاية ليحصل على وظيفة في قصر كارلو مالاتيستا من أجل اللورد بيزارو، حيث ساعد في الانتهاء من اللوحات الجدارية لقلعة كارلو الأول مالاتيستا. أُعطي جبرتي في أثناء وجوده في القصر مساحة للرسم، قضى فيها معظم وقته، ويسود الاعتقاد أنه اكتسب حبه العميق للرسم في هذا المكان. مع ذلك، وبعد وصوله بفترة وجيزة، تلقى رسالة من أصدقائه في بلدة فلورنسا مسقط رأسه بأن حكام المعمودية كانوا يعقدون مسابقة ويرسلون رسائل إلى معلمين مهرة في الأعمال البرونزية. على الرغم من تقديره الكبير للرسم، طلب جبرتي إجازة من مالاتيستا، وعاد في عام 1401 إلى فلورنسا للمشاركة في مسابقة أُقيمت من أجل إنشاء بابين من البرونز لمعمودية كاتدرائية فلورنسا.

### أبواب معمودية فلورنسا
يعد زوج الأبواب البرونزية التي أنشأها جبرتي من أجل معمودية فلورنسا، الحدث الأهم الذي سيطر على مسيرته المهنية. يُعرفان كتحفة رئيسية من عصر النهضة المبكرة، وتميزا بشهرتهما وتأثيرهما. بدأت شهرة جبرتي لأول مرة في سن الواحد والعشرين، حين فاز بمسابقة عام 1401 من أجل المجموعة الأولى من الأبواب البرونزية، وحصل برونيلشي على المركز الثاني. تضمنت الخطة الأصلية لتصميم الأبواب مشاهد من العهد القديم، لكنه غير الخطة لتصبح المشاهد من العهد الحديث. مع ذلك، احتوت القطعة التي قُدمت على مشهد تضحية إسحاق، وهي لا تزال قائمة.
أنشأ لورنزو ورشة عمل كبيرة بغرض تنفيذ هذه المهمة، وتدرب فيها عدد من الفنانين بمن فيهم دوناتيلو وماسولينو وميشيلوزو وأوتشيلو وأنتونيو بولايولو. كُلف جبرتي بتنفيذ مجموعة ثانية لبوابة أخرى في الكنيسة بعد انتهائه من المجموعة الأولى التي تكونت من 28 لوحة، لكن هذه المجموعة تضمنت مشاهد من العهد القديم كما أراد أن يفعل في مجموعته الأولى، وأنتج عشرة مشاهد مستطيلة بأسلوب مختلف تمامًا بدلًا من 28 مشهد. تميزت مشاهد هذه المجموعة بكونها أكثر طبيعية مع وجود منظور ومثالية في الموضوع. أطلق ميكيلانجيلو على هذه المجموعة اسم «بوابات الجنة» ولا تزال تشكل نصبًا رئيسيًا من عصر النهضة الإنسانية.
امتلكت بوابات الجنة عشر لوحات مع عدة حلقات لقصة معينة من العهد القديم صُورت على كل من هذه اللوحات.

## لوحات بوابات الجنة

### مسابقة عام 1401
أعلنت آرتي دي كاليمالا (نقابة مستوردي القماش) في عام 1401، عن مسابقة لتصميم الأبواب التي ستوضع في النهاية على الجانب الشمالي من المعمودية (كان الموقع الأصلي لهذه الأبواب هو الجانب الشرقي من المعمودية، ولكنها نُقلت إلى الجانب الشمالي بعد أن أتم جبرتي مهمته الثانية، وعُرفت باسم «بوابات الجنة»).
كان على هذه الأبواب الجديدة أن تكون بمثابة عرض نذري للاحتفال بعيد فلورنسا التي نجت من آفات حديثة نسبيًا مثل الموت الأسود (الطاعون) في عام 1348. أُعطي كل مشارك أربع طاولات من النحاس الأصفر، وطُلب منهم صنع نحت بارز عن «تضحية إسحاق» على قطعة معدنية بحجم وشكل الأبواب. مُنح كل فنان عامًا لإعداد الأبواب، والفنان الذي يفوز بكونه الأفضل سيكمل المهمة. تنافس عدد كبير من الفنانين، إلا أن الهيئة لم تختر سوى سبعة منهم للدور نصف النهائي من بينهم جبرتي وفيليبو برونيلشي وفرانشيسكو دي فال دومبرينو ونيكولو دي أريتسو وجاكوبو ديلا كويرسيا دا سيينا ونيكولو لامبيرتي. وصل جبرتي وبرونيلشي إلى التصفيات النهائية التي جرت في عام 1402، وبما أن اللجنة لم تتمكن من اتخاذ القرار كلفتهما بالعمل معًا. اعترض غرور برونيلشي الطريق، فترك جبرتي البالغ من العمر 21 عامًا للعمل على الأبواب وحده وغادر ليدرس الهندسة المعمارية. تدعي سيرة حياة جبرتي انتصاره «من دون صوت مخالف واحد». عُرضت تصميمات جبرتي وبرونيلشي الأولية لتضحية إسحاق في متحف بارغيلو. تشمل الاختلافات بين تضحية إسحاق التي أنشأها برونيلشي وتلك التي أنشأها جبرتي، الطريقة التي بُنيت بها اللوحة وكفاءتها الكلية. تألفت لوحة برونيلشي من قطع فردية لأشكال العمل الفني التي وُضعت على الإطار البرونزي، على النقيض من جبرتي الذي جمع كل الشخصيات في قطعة واحدة عدا إسحاق الذي أنشأه في قطعة مستقلة. جوُفت قطع الأشكال نفسها من الداخل. نظرًا لهذه الطريقة التي اتبعها جبرتي، انتهى العمل وأصبح أكثر قوة واستخدم كمية أقل من البرونز التي استخدمها برونيلشي، حتى أن وزن العمل كان أقل، وبالتالي كان أكثر فعالية من حيث التكلفة. حددت هذه الاختلافات كيفية تحديد الفائز في المسابقة.

## معرض صور

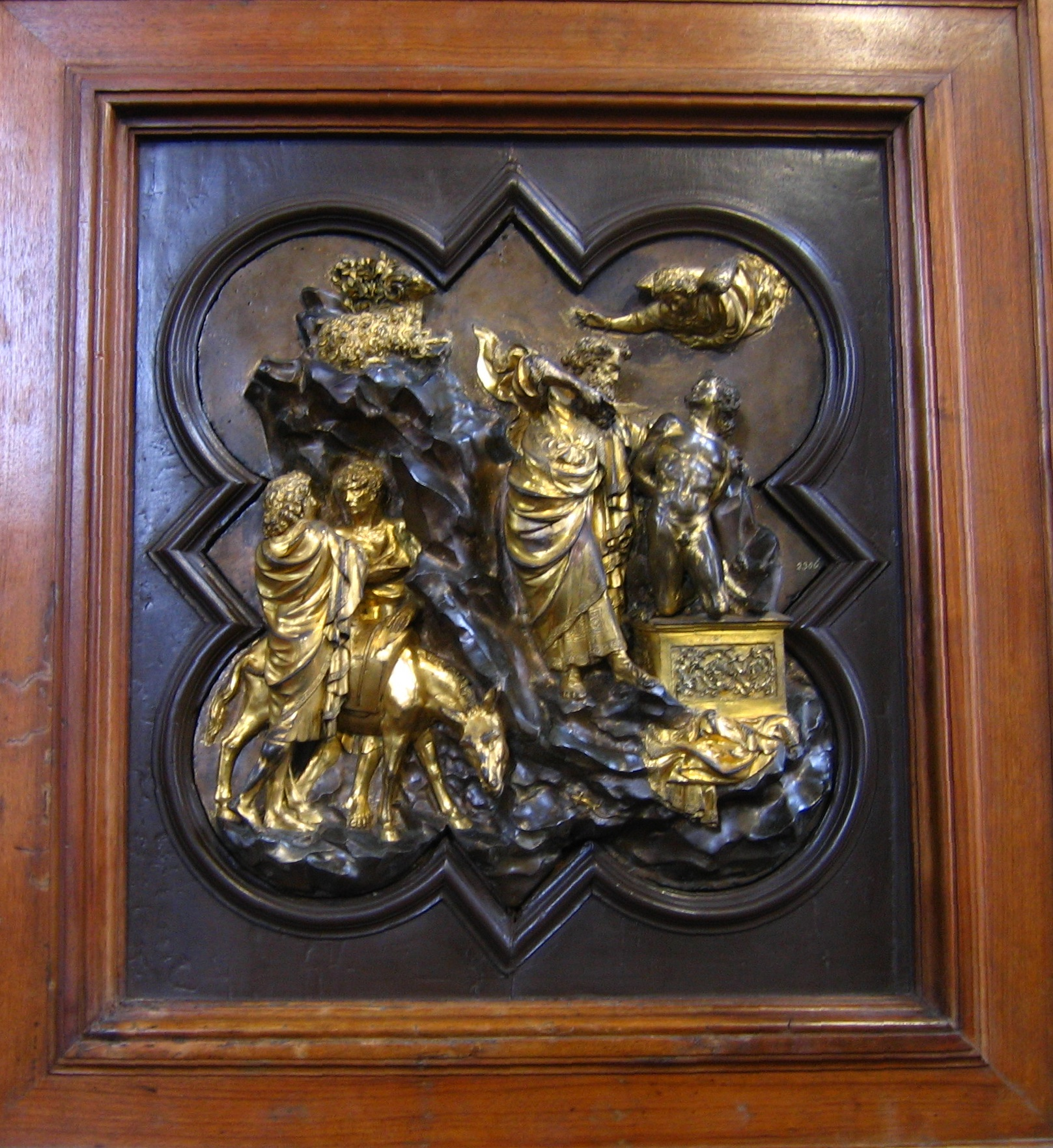
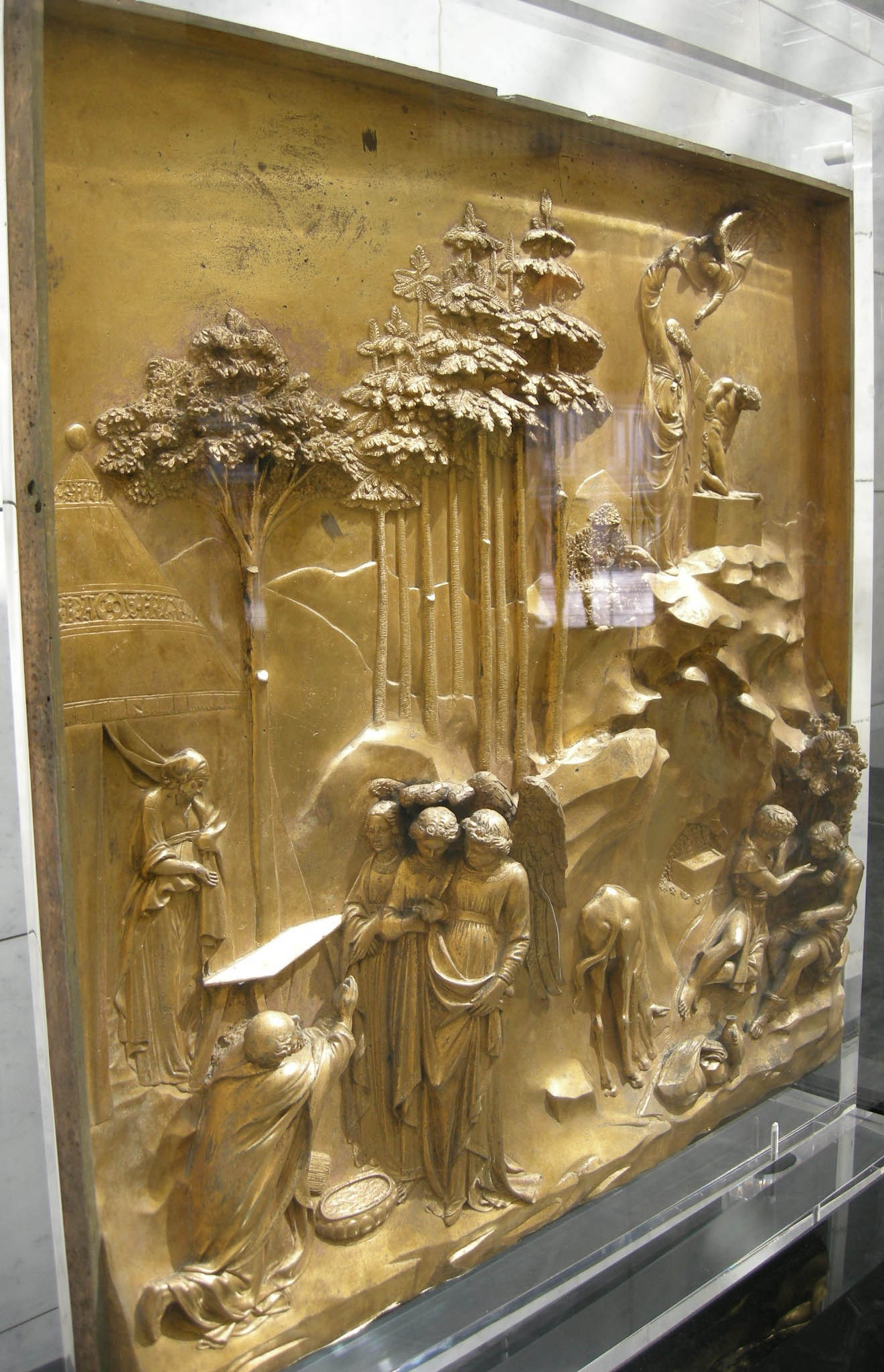
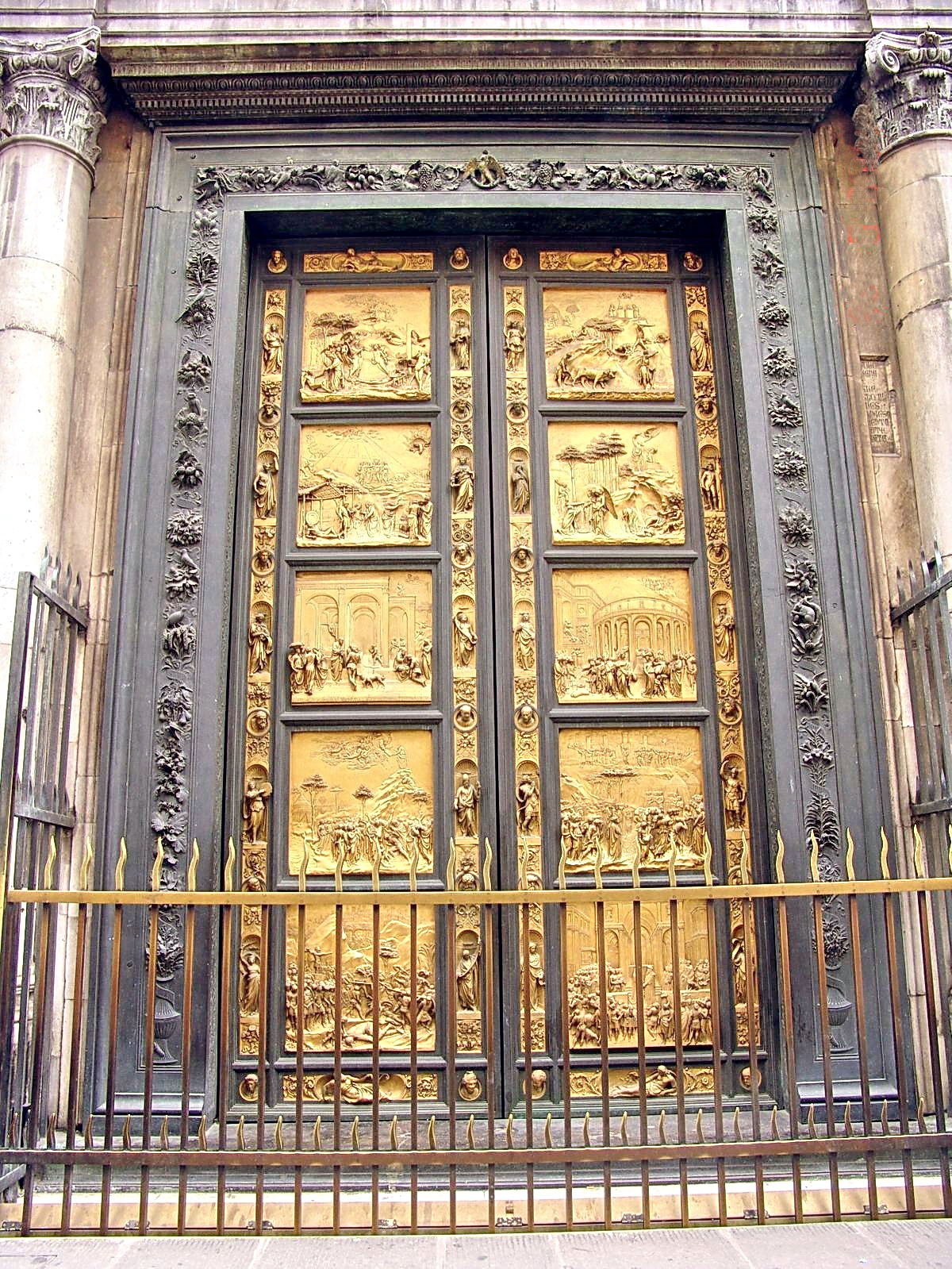
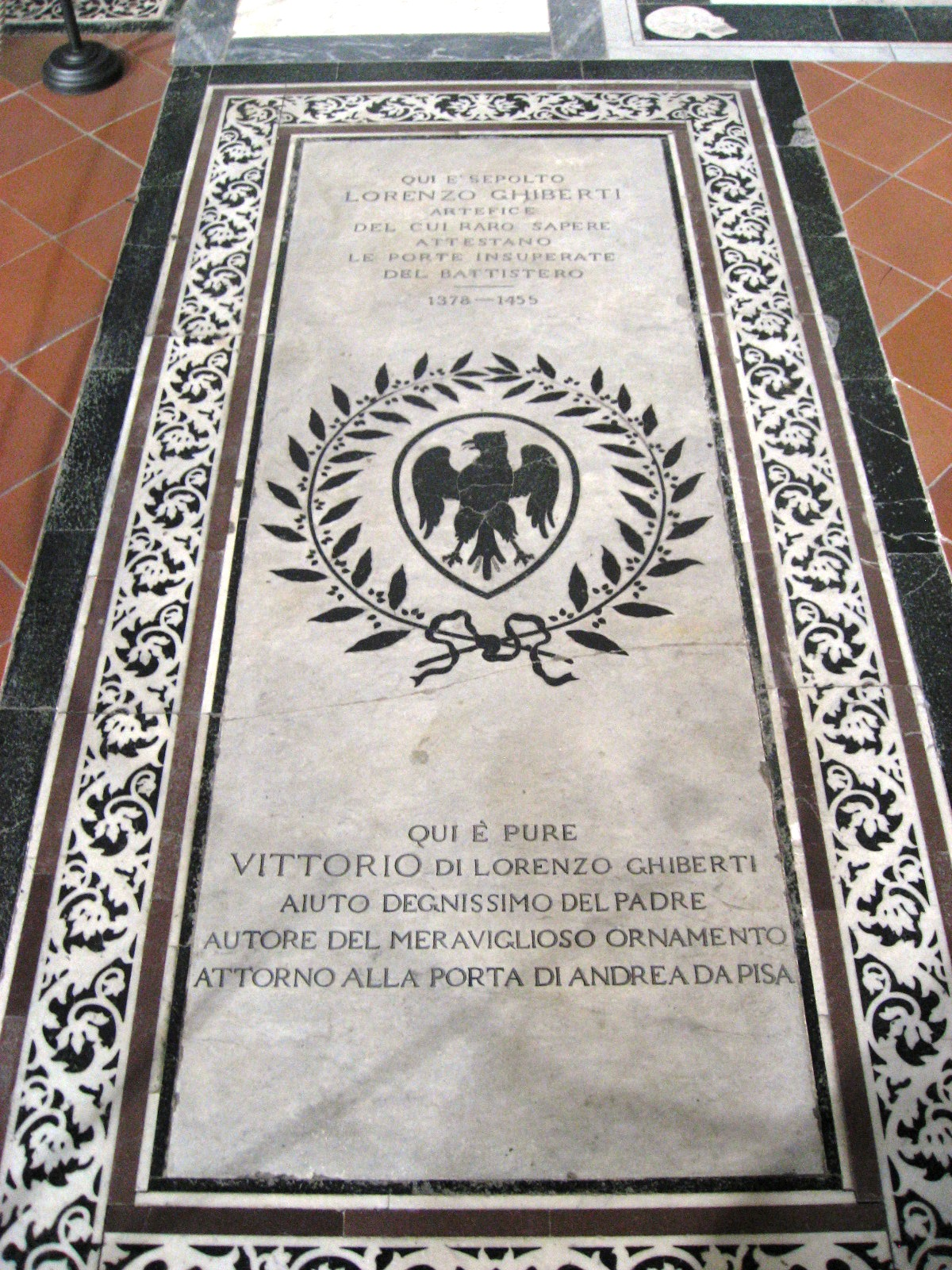

## روابط خارجية
- لورنزو جبرتي على موقع الموسوعة البريطانية (الإنجليزية)
- لورنزو جبرتي على موقع إن إن دي بي (الإنجليزية)